# Coazzolo
Coazzolo (Coasseul o Coasseul d'Ast in piemontese, per distinguerlo da Coasseul d'Ivrèja - in italiano Quassolo - e da Coasseul ëd Turin - in italiano Coassolo Torinese -) è un comune italiano di 293 abitanti della provincia di Asti in Piemonte.

## Storia
Coazzolo era già abitato in epoca romana e aveva il nome di Coatolium. Alla fine del 1200 il paese, già appartenente alla diocesi di Alba, venne occupato dagli astesi che lo infeudarono alla famiglia Cacherano. In seguito passò a Casa Savoia che il 14 aprile 1577 infeudò del territorio, Filippo I d'Este. Ad inizio Novecento fu frazione di Castagnole delle Lanze.

### Simboli
Lo stemma e il gonfalone del comune di Coazzolo sono stati concessi con decreto del presidente della Repubblica del 31 maggio 1999.

## Monumenti e luoghi di interesse
- Chiesa della Beata Vergine, in mezzo ai vigneti, dipinta dall'artista David Tremlett
- Vigna dei Pastelli, scenografica e con ampia veduta sulle colline circostanti

## Società

### Evoluzione demografica
Abitanti censiti

## Amministrazione
Di seguito è presentata una tabella relativa alle amministrazioni che si sono succedute in questo comune.
| Periodo          | Periodo         | Primo cittadino          | Partito                             | Carica  | Note  |
| ---------------- | --------------- | ------------------------ | ----------------------------------- | ------- | ----- |
| 4 giugno 1985    | 7 dicembre 1988 | Luciano Reineri          | Democrazia Cristiana                | Sindaco | [ 7 ] |
| 15 febbraio 1989 | 20 maggio 1990  | Pasquale Anfosso         | lista civica                        | Sindaco | [ 7 ] |
| 20 maggio 1990   | 24 aprile 1995  | Pasquale Anfosso         | lista civica                        | Sindaco | [ 7 ] |
| 24 aprile 1995   | 14 giugno 1999  | Pasquale Anfosso         | Partito Popolare Italiano           | Sindaco | [ 7 ] |
| 14 giugno 1999   | 14 giugno 2004  | Ivo Bartolomeo Biancotto | lista civica                        | Sindaco | [ 7 ] |
| 14 giugno 2004   | 7 giugno 2009   | Ivo Bartolomeo Biancotto | lista civica                        | Sindaco | [ 7 ] |
| 8 giugno 2009    | 26 maggio 2014  | Fabio Carosso            | lista civica                        | Sindaco | [ 7 ] |
| 26 maggio 2014   | 26 maggio 2019  | Fabio Carosso            | lista civica Impegno collaborazione | Sindaco | [ 7 ] |
| 26 maggio 2019   | in carica       | Ivo Bartolomeo Biancotto | lista civica Impegno collaborazione | Sindaco | [ 7 ] |